# Agenium villosum
Agenium villosum är en gräsart som först beskrevs av Christian Gottfried Daniel Nees von Esenbeck, och fick sitt nu gällande namn av Pilg.. Agenium villosum ingår i släktet Agenium och familjen gräs. Inga underarter finns listade i Catalogue of Life.